# Brett Nansel

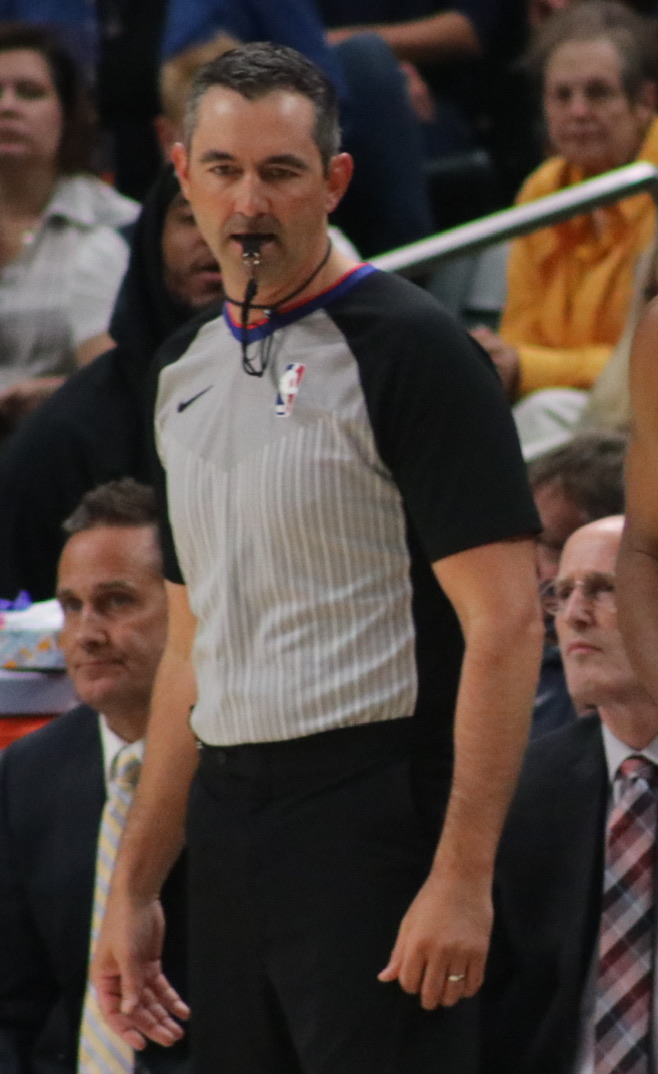
Brett Nansel im Oktober 2019

Brett Nansel (* 10. Juni 1977 in Miles City, Montana) ist ein US-amerikanischer Schiedsrichter im Basketball, der seit dem Jahr 2014 in der NBA tätig ist. Er trägt die Uniform mit der Nummer 44.

## Karriere

### College-Basketball
Vor dem Einstieg in die NBA arbeitete er als College-Basketballschiedsrichter.

### National Basketball Association
Nansel begann im Jahr 2014 seine NBA-Schiedsrichterlaufbahn beim Spiel der Philadelphia 76ers gegen die Houston Rockets.
Zuvor war er acht Jahre als Schiedsrichter in der NBA G-League tätig.